# WeeChat
WeeChat是一款自由开源的IRC客户端。該軟件依照GPL3於2003年发布。

## 功能
WeeChat的功能包括：
- IPv6
- SSL
- 代理连接
- 軟件界面可以分割成多个窗口同时显示

## 支持平台
WeeChat支持大多数的平台和操作系统，例如Linux、BSD、macOS、Debian GNU/Hurd、HP-UX、Solaris、QNX、Haiku和Microsoft Windows（通过Cygwin库和API）。